# Ebina
Ebina (海老名市 -shi) é uma cidade japonesa localizada na província de Kanagawa.

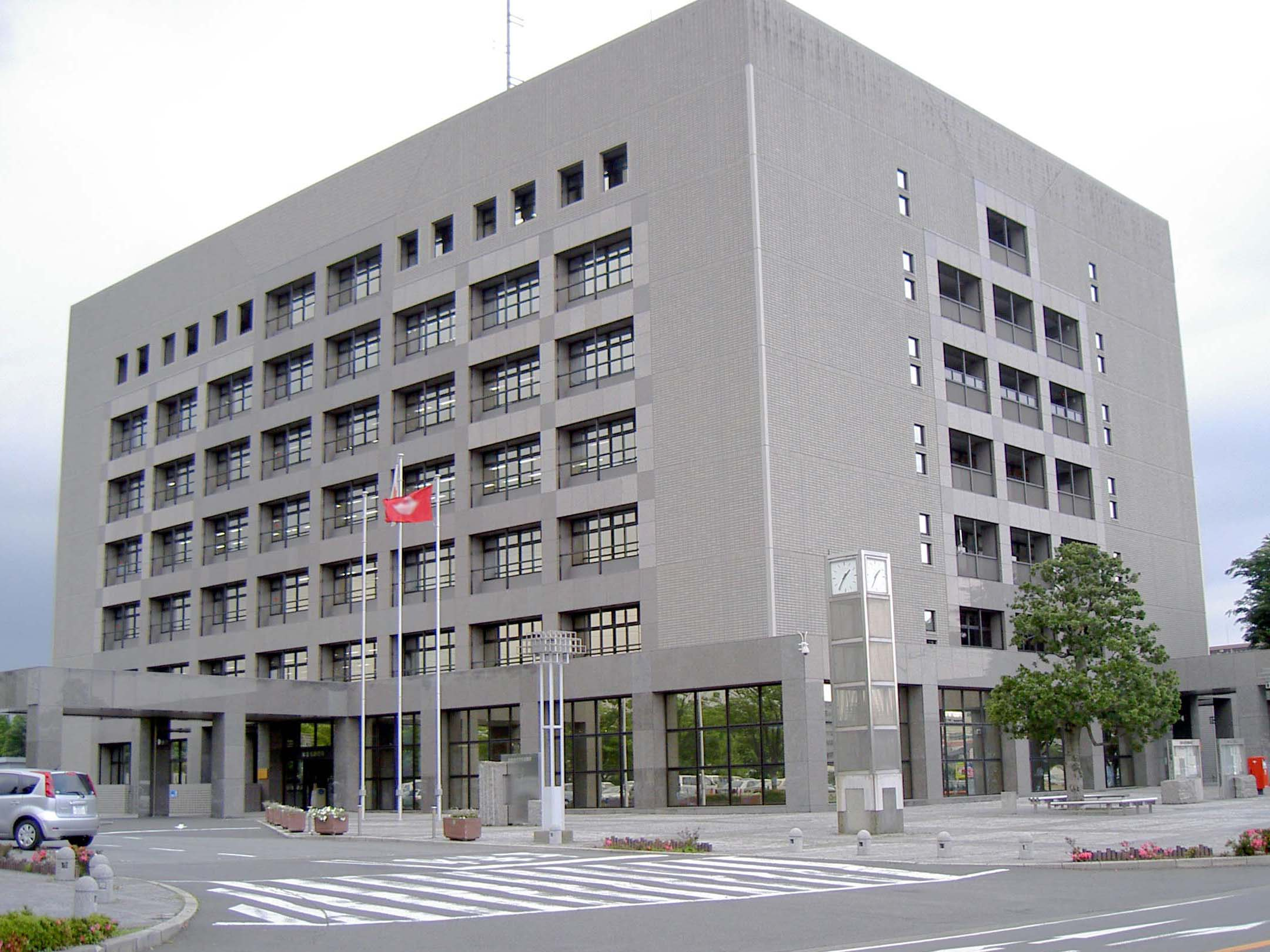
Câmara Municipal de Ebina

Em 2003 a cidade tinha uma população estimada em 121 367 habitantes e uma densidade populacional de 4 583,35 h/km². Tem uma área total de 26,48 km².
Recebeu o estatuto de cidade a 1 de Novembro de 1971.